# ريان لوفت
ريان لوفت (بالإنجليزية: Ryan Loft)‏ هو لاعب كرة قدم بريطاني في مركز الهجوم، ولد في 14 سبتمبر 1997 في غريفزند ‏ في المملكة المتحدة. لعب مع ليستر سيتي ونادي كارلايل يونايتد.

## وصلات خارجية
- ريان لوفت على موقع قاعدة بيانات كرة القدم.إي يو (الإنجليزية)
- ريان لوفت على موقع Soccerway.com (الإنجليزية)